# XMLBeans
XMLBeans（エックスエムエルビーンズ）は、JavaとXMLデータバインディングとの変換を行うフレームワーク。Apacheソフトウェア財団のXMLプロジェクトの一部である。2013年6月に開発を一旦終了したが、その後Apache POIプロジェクトの一部として2018年6月に開発が再開された。

## 概要
XMLBeans は、Java が扱いやすい形でXMLの全ての能力へのアクセスを可能にするツールである。すなわち、XMLと XML Schema の表現能力の豊かさと機能を利用し、それらの機能を可能な限り自然な形でJava言語とその型付き構成要素にマッピングする。XMLBeans は XML Schema を使って Java インタフェースとクラスをコンパイルし、その生成物を使ってXMLインスタンスデータのアクセスと変更を行う。XMLBeans を使うと、新たなインタフェースやクラスを使うのと同じ感覚でXMLインスタンスデータにアクセスできる。XMLインスタンスデータへのアクセスを提供する以外に、XML Infoset への完全なアクセスを可能にするAPIを備え、XML Schema Object モデルを通して XML Schema 自体へのリフレクションも可能にする。

### 他との違い
XML Schema 完全サポート
XMLBeans は XML Schema を完全サポートしており、対応するJavaクラスは XML Schema の主な機能を全て提供する。この種の技術では、必要な機能をサポートしていないことが多く、非常に重要な特徴である。また、XML Schema 向けアプリケーションの構築に際して XML Schema の全能力を活用するようにでき、サブセットに制限されることがない。
完全な XML Infoset 再現性
XMLインスタンスをアンマーシャリングしたとき、完全な XML Inforset が保持され、開発者が利用できる。XML のサブセットは容易に Java で表現できない部分があるため、これは重要である。例えば、要素の順序やコメントがアプリケーションによっては必要になるかもしれない。

### 目的
XMLBeans の主な目的は、ストリーミング以外の（メモリ上の）あらゆるXMLプログラミングで利用可能なものを構築することであった。XML Schema をコンパイルしてJavaクラスを生成したいとき
1. あらゆる Schema について XMLBeans が利用可能であり、
2. 任意の必要なレベルのXMLへのアクセスを得ることができ、別々のツールを使う必要がない。

### API
以上のような目的を達成するため、XMLBeans は以下の3つのAPIを提供している。
XmlObject
XML Schema から生成されるJavaクラスは全て XmlObject を継承する。これにより、XMLに定義されている各要素について強く型付けされたゲッターとセッターを提供する。複合型の要素は XmlObject のインスタンスである。例えば、getCustomer が返す CustomerType は実際には XmlObject クラスを継承したクラス（のインスタンス）である。単純型の場合は通常のJavaのデータ型のゲッターとセッターになる。例えば、getName が String クラスのインスタンスを返すなど。
XmlCursor
任意の XmlObject のインスタンスから XmlCursor クラスのインスタンスを得ることができる。これを使って、XML Inforset に直接アクセスできる。カーソルはXMLインスタンスでの位置を表現している。カーソルは文字単位やトークン単位など任意の細かさで前後に移動可能である。
SchemaType
基になっているスキーマメタ情報へのアクセスを提供するクラス。例えば、ある XML Schema のサンプルインスタンスを生成したい場合や、ある要素がとりうる値を列挙したい場合などに利用できる。
これらは全て、性能を考慮して構築されている。XMLBeans は一般に非常に性能がよいと言われている。

## 例
以下は、国を表現したXMLスキーマ定義の簡単な例である。
```
 
<?xml version="1.0" encoding="UTF-8"?>

 
<xs:schema
 
targetNamespace=
"http://www.openuri.org/domain/country/v1"

            
xmlns:tns=
"http://www.openuri.org/domain/country/v1"

            
xmlns:xs=
"http://www.w3.org/2001/XMLSchema"

            
elementFormDefault=
"qualified"

            
attributeFormDefault=
"unqualified"

            
version=
"1.0"
>

   
<xs:element
 
name=
"Country"
 
type=
"tns:Country"
/>

   
<xs:complexType
 
name=
"Country"
>

     
<xs:sequence>

       
<xs:element
 
name=
"Name"
 
type=
"xs:string"
/>

       
<xs:element
 
name=
"Population"
 
type=
"xs:int"
/>

       
<xs:element
 
name=
"Iso"
 
type=
"tns:Iso"
/>

     
</xs:sequence>

   
</xs:complexType>

   
<xs:complexType
 
name=
"Iso"
>

     
<xs:annotation><xs:documentation>
ISO
 
3166
</xs:documentation></xs:annotation>

     
<xs:sequence>

       
<xs:element
 
name=
"Alpha2"
 
type=
"tns:IsoAlpha2"
/>

       
<xs:element
 
name=
"Alpha3"
 
type=
"tns:IsoAlpha3"
/>

       
<xs:element
 
name=
"CountryCode"
 
type=
"tns:IsoCountryCode"
/>

     
</xs:sequence>

   
</xs:complexType>

   
<xs:simpleType
 
name=
"IsoCountryCode"
>

     
<xs:restriction
 
base=
"xs:int"
>

       
<xs:totalDigits
 
value=
"3"
/>

     
</xs:restriction>

   
</xs:simpleType>

   
<xs:simpleType
 
name=
"IsoAlpha2"
>

     
<xs:restriction
 
base=
"xs:string"
>

       
<xs:pattern
 
value=
"[A-Z]{2}"
/>

       
<xs:whiteSpace
 
value=
"collapse"
/>

     
</xs:restriction>

   
</xs:simpleType>

   
<xs:simpleType
 
name=
"IsoAlpha3"
>

     
<xs:restriction
 
base=
"xs:string"
>

       
<xs:pattern
 
value=
"[A-Z]{3}"
/>

       
<xs:whiteSpace
 
value=
"collapse"
/>

     
</xs:restriction>

   
</xs:simpleType>

 
</xs:schema>

```

このスキーマをXMLBeanクラスに（例えば Antを使って）コンパイルすると、スキーマ定義に従ったXMLデータを容易に生成・操作できるコードが生成される。以下のJavaコードは、XML文書の生成と評価の様子を簡単に示したものである。
```
 
import
 
org.openuri.domain.country.v1.Country
;

 
import
 
org.openuri.domain.country.v1.Iso
;

 
public
 
class
 
CountrySample
 

 
{

   
public
 
static
 
void
 
main
(
String
[]
 
args
)
 
{

     
Country
 
country
 
=
 
Country
.
 
Factory
.
newInstance
();

     
country
.
setName
(
"Denmark"
);

     
country
.
setPopulation
(
5450661
);
  
// wikipedia より :-)

     
// country XMLBean を XML として表示

     
System
.
out
.
println
(
country
.
xmlText
());

     
// 文書が妥当かチェック - "Document is invalid" と表示するだろう

     
// オブジェクトに必要な Iso 子要素が生成されていないため

     
System
.
out
.
println
 
(
"Document is "
 
+
 
(
country
.
validate
()
 
?
 
"valid"
 
:
 
"invalid"
));

     
// 複合型 Iso の子要素を追加し、文書を妥当なものにする

     
Iso
 
iso
 
=
 
country
.
addNewIso
();

     
iso
.
setAlpha2
(
"DK"
);

     
iso
.
setAlpha3
(
"DNK"
);

     
iso
.
setCountryCode
(
208
);

     
// country XMLBean を XML として表示

     
System
.
out
.
println
(
country
.
xmlText
());

     
// 文書が妥当かチェック - "Document is valid" と表示されるだろう

     
System
.
out
.
println
 
(
"Document is "
 
+
 
(
country
.
validate
()
 
?
 
"valid"
 
:
 
"invalid"
));

   
}

 
}

```

## 歴史
David Bau はBEAシステムズ在籍時（現在はGoogle勤務）に XMLBeans プロジェクトを開始した。彼はそのツールの主任設計者であり、チームを率いて XMLBeans 1.0 を設計・実装した。
XMLBeans は、BEA WebLogic にかつて含まれていたXMLバインディングツール XMLMaps を基盤としていた。XMBeans は当初 BEA WebLogic Workshop Framework というプロプライエタリな製品の一部として開発された。しかし2003年1月27日に初めて発表された当初から、BEA はこれをオープン標準にしたいと表明していた。その時点では、BEAが標準化をどの団体に任せるかは明らかではなかったが、2003年中にApacheソフトウェア財団への寄贈が行われた。
- 2003年1月27日: BEA が XMLBeans 技術プレビューとして公表。
- 2003年9月24日: BEA が XMLBeans をApacheソフトウェア財団に寄贈。Apache Incubator プロジェクトの一部となる。
- 2004年4月23日: XMLBeans Version 1.0.2 リリース。 Incubator プロジェクトからの最初のリリース。
- 2004年6月25日: XMLBeans は Apache Incubator プロジェクトからトップレベルプロジェクトの1つに昇格。
- 2005年6月30日: XMLBeans Version 2.0 リリース
- 2005年11月16日: XMLBeans Version 2.1 リリース
- 2006年6月23日: XMLBeans Version 2.2 リリース
- 2007年6月1日: XMLBeans Version 2.3 リリース
- 2008年7月8日: XMLBeans Version 2.4 リリース
- 2009年12月14日: XMLBeans Version 2.5 リリース
- 2012年8月14日: XMLBeans Version 2.6 リリース
- 2013年6月: 開発を終了
- 2018年6月: 開発を再開
- 2018年6月29日: XMLBeans Version 3.0 リリース
- 2020年10月16日: XMLBeans Version 4.0 リリース
- 2021年3月14日: XMLBeans Version 5.0 リリース